# Beaulieu-les-Fontaines
Beaulieu-les-Fontaines és un municipi francès, situat al departament de l'Oise i a la regió dels Alts de França. L'any 2007 tenia 585 habitants.

## Demografia

### Població
El 2007 la població de fet de Beaulieu-les-Fontaines era de 585 persones. Hi havia 200 famílies de les quals 44 eren unipersonals (24 homes vivint sols i 20 dones vivint soles), 76 parelles sense fills, 64 parelles amb fills i 16 famílies monoparentals amb fills.
La població ha evolucionat segons el següent gràfic:
Habitants censats

### Habitatges
El 2007 hi havia 242 habitatges, 200 eren l'habitatge principal de la família, 16 eren segones residències i 26 estaven desocupats. 212 eren cases i 29 eren apartaments. Dels 200 habitatges principals, 146 estaven ocupats pels seus propietaris, 48 estaven llogats i ocupats pels llogaters i 6 estaven cedits a títol gratuït; 7 tenien una cambra, 7 en tenien dues, 36 en tenien tres, 46 en tenien quatre i 104 en tenien cinc o més. 162 habitatges disposaven pel capbaix d'una plaça de pàrquing. A 106 habitatges hi havia un automòbil i a 80 n'hi havia dos o més.

### Piràmide de població
La piràmide de població per edats i sexe el 2009 era:
| Homes | Edats   | Dones |
| ----- | ------- | ----- |
| 0     | 95 o +  | 0     |
| 4     | 90 a 94 | 4     |
| 0     | 85 a 89 | 20    |
| 0     | 80 a 84 | 0     |
| 16    | 75 a 79 | 8     |
| 16    | 70 a 74 | 12    |
| 16    | 65 a 69 | 12    |
| 12    | 60 a 64 | 8     |
| 24    | 55 a 59 | 12    |
| 20    | 50 a 54 | 24    |
| 16    | 45 a 49 | 16    |
| 20    | 40 a 44 | 12    |
| 20    | 35 a 39 | 16    |
| 20    | 30 a 34 | 28    |
| 4     | 25 a 29 | 8     |
| 12    | 20 a 24 | 12    |
| 4     | 15 a 19 | 12    |
| 16    | 10 a 14 | 20    |
| 8     | 5 a 9   | 20    |
| 16    | 0 a 4   | 16    |

## Economia
El 2007 la població en edat de treballar era de 350 persones, 247 eren actives i 103 eren inactives. De les 247 persones actives 218 estaven ocupades (125 homes i 93 dones) i 29 estaven aturades (9 homes i 20 dones). De les 103 persones inactives 39 estaven jubilades, 31 estaven estudiant i 33 estaven classificades com a «altres inactius».

### Ingressos
El 2009 a Beaulieu-les-Fontaines hi havia 197 unitats fiscals que integraven 528,5 persones, la mediana anual d'ingressos fiscals per persona era de 16.069 €.

### Activitats econòmiques
Dels 22 establiments que hi havia el 2007, 1 era d'una empresa alimentària, 1 d'una empresa de fabricació d'altres productes industrials, 3 d'empreses de construcció, 5 d'empreses de comerç i reparació d'automòbils, 3 d'empreses de transport, 1 d'una empresa d'hostatgeria i restauració, 1 d'una empresa financera, 1 d'una empresa de serveis, 5 d'entitats de l'administració pública i 1 d'una empresa classificada com a «altres activitats de serveis».
Dels 5 establiments de servei als particulars que hi havia el 2009, 1 era una oficina de correu, 1 taller de reparació d'automòbils i de material agrícola, 1 paleta, 1 fusteria i 1 perruqueria.
L'únic establiment comercial que hi havia el 2009 era una fleca.
L'any 2000 a Beaulieu-les-Fontaines hi havia 7 explotacions agrícoles.

## Equipaments sanitaris i escolars
L'únic equipament sanitari que hi havia el 2009 era una farmàcia.
El 2009 hi havia una escola maternal integrada dins d'un grup escolar amb les comunes properes formant una escola dispersa.

## Poblacions més properes
El següent diagrama mostra les poblacions més properes.